# Фонтен ле Ликсеј
Фонтен ле Ликсеј (фр. Fontaine-lès-Luxeuil) насеље је и општина у источној Француској у региону Франш-Конте, у департману Горња Саона која припада префектури Лир.
По подацима из 2011. године у општини је живело 1442 становника, а густина насељености је износила 52,0 становника/km². Општина се простире на површини од 27,73 km². Налази се на средњој надморској висини од 295 метара (максималној 397 m, а минималној 247 m).

## Демографија
| 1962. | 1968. | 1975. | 1982. | 1990. | 1999. | 2011. |
| ----- | ----- | ----- | ----- | ----- | ----- | ----- |
| 1.542 | 1.576 | 1.542 | 1.552 | 1.462 | 1.437 | 1.442 |

График промене броја становника у току последњих година